# Васкес, Хесус (футболист, 2003)
Хесу́с Ва́скес Алька́льде (исп. Jesús Vázquez Alcalde; родился 2 января 2003, Мерида, Испания) — испанский футболист, защитник клуба «Валенсия».

## Футбольная карьера
Васкес — уроженец испанского города Мерида, столицы автономного сообщества Эстремадура. Присоединился к академии Валенсии в пятилетнем возрасте, с тех пор клуб не покидал. Принимал участие в розыгрышах юношеской лиги УЕФА сезонов 2018/2019 и 2019/2020. С сезона 2020/2021 — игрок второй команды клуба. 1 ноября 2020 года защитник дебютировал в Сегунде Б в поединке 3 тура против «Эркулеса». 21 марта 2021 года Васкес забил свой первый мяч в профессиональном футболе, поразив ворота Алькояно.
16 декабря 2020 года дебютировал за основную команду в поединке испанского кубка против «Террасса», выйдя в стартовом составе и будучи заменённым на 86-й минуте Юнусом Муса. 1 июня 2021 года продлил контракт с клубом до 2025 года. 28 августа 2021 года Хесус Васкес дебютировал в Ла Лиге, выйдя на поле на замену на 90-й минуте вместо Дениса Черышева в поединке против «Алавеса».
Также защитник выступал за сборные Испании среди юношей до 16, 17 и 18 лет.

## Семья
Отец футболиста, Браулио Васкес, сам выступал на профессиональном уровне, поиграв в высших лигах за испанское «Депортиво» и португальский «Фаренсе».

## Статистика выступлений
| Клуб             | Сезон            | Лига             | Лига  | Лига | Кубок | Кубок | Междунар. | Междунар. | Всего | Всего |
| Клуб             | Сезон            | Лига             | Матчи | Голы | Матчи | Голы  | Матчи     | Голы      | Матчи | Голы  |
| ---------------- | ---------------- | ---------------- | ----- | ---- | ----- | ----- | --------- | --------- | ----- | ----- |
| Валенсия B       | 2020/2021        | Сегунда Б        | 22    | 1    | 0     | 0     | 0         | 0         | 22    | 1     |
| Валенсия         | 2020/2021        | Примера          | 0     | 0    | 1     | 0     | 0         | 0         | 1     | 0     |
| Валенсия         | 2021/2022        | Примера          | 1     | 0    | 0     | 0     | 0         | 0         | 1     | 0     |
| Всего за карьеру | Всего за карьеру | Всего за карьеру | 23    | 1    | 1     | 0     | 0         | 0         | 24    | 1     |